# Casearia obovata
Casearia obovata là một loài thực vật có hoa trong họ Liễu. Loài này được Poepp. ex Eichler mô tả khoa học đầu tiên năm 1871.